# 济难所

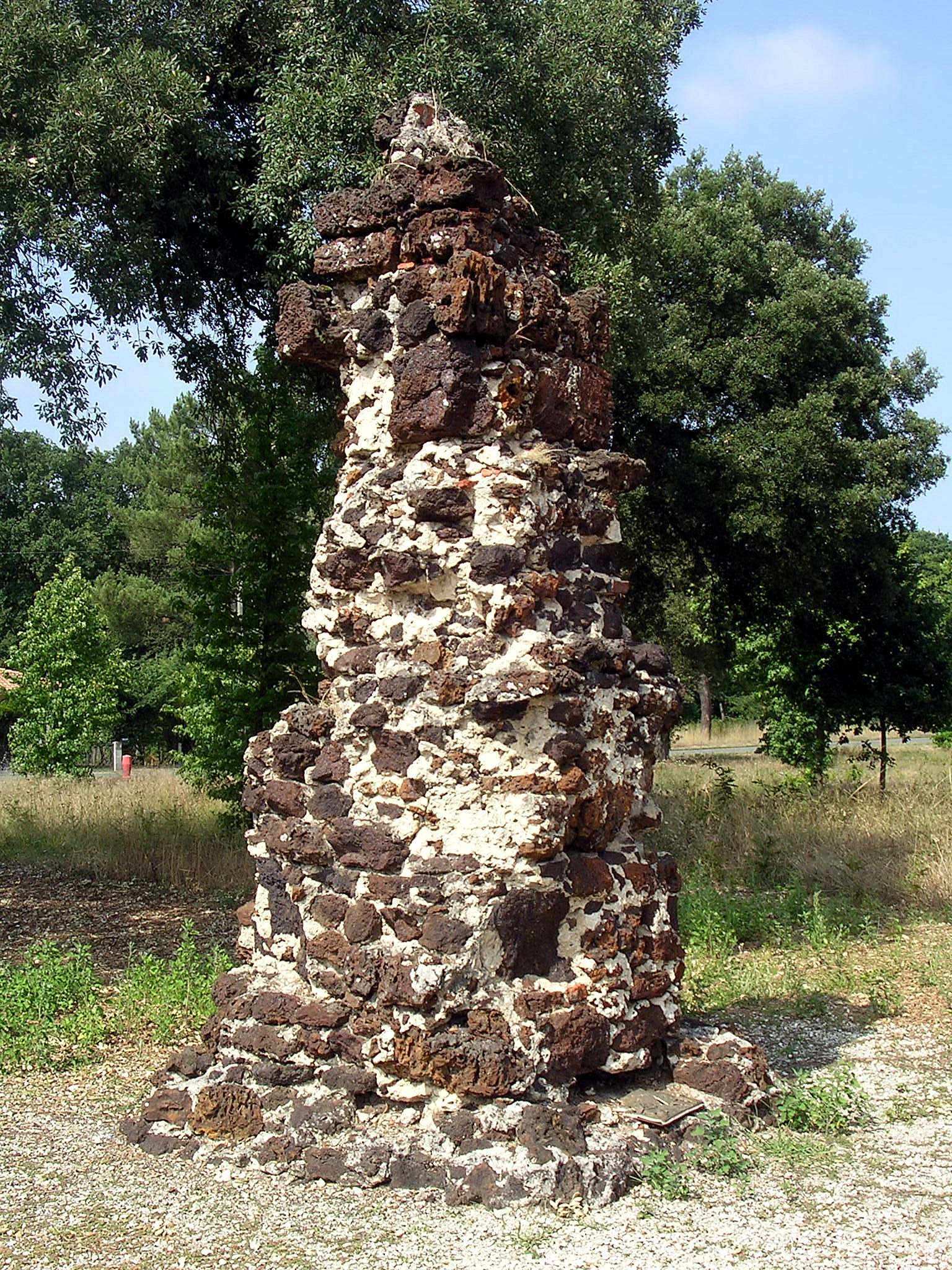
修建于1009年的米米藏济难塔，加卢什砂岩,米米藏（Mimizan）

中世纪的济难所 （在奥克语中 ， 写做sauvetat 或salvetat）指在中世纪的法国南部，教堂周围圈画出的避难区。在此范围内，禁止追捕逃犯。

## 介绍
这些济难所在当地被称为“获救之地“（Sauveterre），在奥克语中称为Salvetat，是治外地区，受天主教会保护，世俗法律将不再适用。 ”frangitas“ 一词使用于1009-1032年， salvitas （sauvetat）一词出现于1270   。
避难区是由教堂周围数个标记分隔而成的自由空间，起源于11到12世纪的法国南部，彼时正值乡镇城市发展形成 。他们是由教会在庇护权和实行上帝的和平制度的框架下发起的，享有不被侵略的保证。
十一世纪，法国的公社运动(Le mouvement communal)发展壮大起来。在此期间，加斯科涅地区(Gascogne)的济难所从1027增加至1141间。
殖民化和增值土地，是济难所的首要目的。庇护所由僧院或修道院掌管，是尊重个人豁免权的清白之地。济难所被认为是上帝治世运动的余音。

## 一些济难所
- 上比利牛斯省的圣佩德比戈尔修道院（Abbaye de Saint-Pé-de-Bigorre）
- 上加龙省的阿朗，莱格万和拉萨尔沃塔圣吉勒
- 康塔爾省的欧里亚克（圣热罗修道院 Abbaye Saint-Géraud)
- 朗德省的吕村、米米藏和圣吉龙
- 热尔省的诺加罗
- 塔恩-加龙省圣尼古拉-德拉格拉沃
- 维勒弗朗克，前身是大西洋比利牛斯省的圣马丁德巴斯泰尔(Saint-Martin-de-Basters)
- 阿韦龙省的维勒讷沃
- 阿韦龙省la Salvetat-Peyrales